# 350
Кінець спільного правління синів Костянтина Великого у Римській імперії. Імперія розділена на Східну Римську імперію, де править Констанцій II, і Західну Римську імперію, де Констант втратив владу. У Китаї правління династії Цзінь. В Індії починається період імперії Гуптів. В Японії триває період Ямато. У Персії править династія Сассанідів.
На території лісостепової України Черняхівська культура. У Північному Причорномор'ї готи й сармати.

## Події
- У Галлії Магненцій проголошує себе імператором при підтримці військ рейнського кордону.
- Імператор Констант утікає в Іспанію, але не уникає смерті.
- Ветраніон проголошує себе цезарем.
- Непотіан оголошує себе імператором, але його бунт швидко подавлено.
- Констанцій II змушує Вентаріона зректися й дозволяє жити на пенсію як приватний громадянин.
- Починається вторгнення гунів у імперію Сассанідів.

## Народились
- Немесій, теолог.

## Померли
- Констант, римський імператор.